# Aléx Bruno
Aléx Bruno, właśc. Aléx Bruno de Souza Silva (ur. 7 października 1993 w Queimados) – brazylijski piłkarz występujący na pozycji pomocnika w kazachskim klubie Maqtaaral Atakent.

## Kariera klubowa

### Juniorska
Aléx Bruno zaczął swoją karierę w zespole Botafogo, gdzie jednak nie zdołał się na dłużej utrzymać. Następnie na krótki okres Brazylijczyk trafił do União Central, potem zaś został piłkarzem Queimados, z którym rozstał się już po kilku miesiącach. Przez długi okres zawodnik pozostawał bezrobotny i w tym czasie zaliczył kilka nieudanych testów w różnych zespołach. Później był bliski związania się z América São José do Rio Preto, ostatecznie jednak do podpisania umowy nie doszło, gdyż klub z niego zrezygnował.

### Seniorska
W lutym 2012 roku Aléx Bruno udał się do Tunezji, gdzie rozpoczął testy w Widzewie Łódź. Miesiąc później Brazylijczyk przyleciał do Polski i rozpoczął regularne treningi w klubie z drużyną Młodej Ekstraklasy oraz pierwszym zespołem. 1 czerwca podpisał roczny kontrakt z Widzewem.
11 sierpnia 2012 roku Aléx Bruno rozegrał swój pierwszy oficjalny mecz w barwach klubu. Brazylijczyk pojawił się na boisku w 59. minucie przegranego 0:1 spotkania Pucharu Polski z Piastem Gliwice. Tydzień później zadebiutował w Ekstraklasie podczas wygranego 2:1 meczu ze Śląskiem Wrocław.
1 września 2012 roku w ligowym spotkaniu z GKS-em Bełchatów Aléx Bruno zdobył swoją pierwszą bramkę w Ekstraklasie. Tym samym Brazylijczyk stał się najmłodszym obcokrajowcem, który zdobył bramkę dla Widzewa w najwyższej klasie rozgrywkowej. Jeszcze w tym samym miesiącu pomocnik zanotował drugie trafienie, tym razem w meczu z Zagłębiem Lubin.
20 października 2012 roku podczas ligowego spotkania z Piastem Gliwice Brazylijczyk uderzył łokciem w twarz Pawła Oleksego, co początkowo nie zostało wychwycone przez arbitra. Kilka dni później Komisja Ligi ukarała piłkarza dwoma meczami zawieszenia. Na początku 2013 roku Aléx Bruno przedłużył kontrakt z Widzewem do czerwca 2014. W lipcu 2014 roku rozwiązał umowę z Widzewem Łódź.
W listopadzie 2014 roku związał się z brazylijskim klubem Associação Atlética Santa Rita. W czerwcu 2015 został zawodnikiem Zimbru Kiszyniów. W grudniu 2016 trafił do Gyeongnam FC, natomiast w styczniu 2018 został zawodnikiem Suwon FC. W styczniu 2019 wrócił do ojczyzny, gdzie podpisał obowiązujący do końca stanowych mistrzostw Campeonato Paranaense kontrakt z Londrina EC. W sierpniu tegoż roku trafił do FK Atyrau.
W lutym 2022 przeszedł do Maqtaaralu Atakent.

## Statystyki kariery
Stan na 17 maja 2014
| Klub               | Sezon              | Liga               | Liga  | Liga   | Puchar Polski | Puchar Polski | Suma  | Suma   |
| Klub               | Sezon              | Liga               | Mecze | Bramki | Mecze         | Bramki        | Mecze | Bramki |
| ------------------ | ------------------ | ------------------ | ----- | ------ | ------------- | ------------- | ----- | ------ |
| Widzew Łódź        | 2012/13            | Ekstraklasa        | 21    | 2      | 1             | 0             | 22    | 2      |
| Widzew Łódź        | 2013/14            | Ekstraklasa        | 21    | 2      | 1             | 0             | 22    | 2      |
| Ogólnie w karierze | Ogólnie w karierze | Ogólnie w karierze | 42    | 4      | 2             | 0             | 44    | 4      |